# 安藤賢一
安藤 賢一（あんどう けんいち、1958年9月29日 - ）は、北海道亀田郡大野町（現・北斗市）出身の元騎手・調教助手。

## 来歴
増沢末夫・村本善之と同郷で、中学時代の同級生には須藤一夫ばんえい競馬馬主協会理事がいる。
馬事公苑では田原成貴・嘉堂信雄・昆貢と同期になり、1978年に騎手免許を取得。
1年目の1978年は3月5日の阪神第6競走3歳新馬・バンブーデイシス（15頭中9着）で初騎乗を果たし、9月23日の阪神第9競走4歳以上300万下・トキツコーターで初勝利を挙げる。トキツコーターとのコンビでは初勝利から3連勝するなど、同年は5勝をマーク。
2年目の1979年には2月10日の中京で初の1日2勝、7月7日・8日の阪神で初の2日連続勝利を挙げるなど、初の2桁となる22勝をマーク。結局この年が自己最多で唯一の20勝台となったが、同年から1981年まで3年連続2桁勝利を記録。
1981年には11月8日の京都第6競走もみじ賞を19頭中11番人気のハクサンタイコでヤマノシラギクの4着、12月20日の阪神第7競走さざんか賞では本田優から乗り替わったタケノエキスパートで18頭中13番人気ながらシルクテンザンオーの3着に入った。
1982年のきさらぎ賞ではハクサンタイコでワカテンザン・エリモローラに次ぐ5着に入り、1983年には2年ぶりの2桁となる12勝をマークし、1986年まで4年連続2桁勝利を記録。
1984年には芦毛のロングロイヤルで阪神牝馬特別を17頭中11番人気ながらオークス馬トウカイローマンに先着する3着とし、1985年には阪急杯をナナヨーテイターでシャダイソフィア・ロングハヤブサに次ぐ4着に入った。
1985年にはロングミラクルで高松宮杯ではメジロモンスニー・ウインザーノットに次ぐと同時にスズカコバン・スズマッハを抑えての5着、小倉記念4着、ニシノライデンが1位入線失格の朝日チャレンジカップではキョウワサンダーを抑えてワカオライデンの4着に入った。ナオキ産駒チェリーテスコでは夏の小倉戦で3連勝し、暮れの愛知杯では2着に入った。
1986年にはロングチャンスで小倉3歳ステークス、チェリーテスコで愛知杯を共に4着とし、1987年から1992年には5年連続2桁勝利を記録。
1989年には5月13日の京都第3競走4歳未勝利・フサイチイッコーで後に日米のダービーオーナーとなる関口房朗に所有馬初勝利をもたらし、7月15日の小倉第9競走豊前特別ではドクターヒーローで単勝1.4倍の1番人気で武豊騎乗のメジロワースに9馬身差付けて逃げ切った。
1992年にはヘイセイシルバーでウインターステークスと統合する前の東海ステークスを勝利し、道営札幌のブリーダーズゴールドカップでは帝王賞馬ラシアンゴールドに2馬身先着の2着、2年連続出走となった1993年にも3着 に入った。
1995年には6月4日に中京第12競走4歳以上900万下・マグマアタッカーで通算200勝を達成するなど1日3勝を挙げたが、9月2日の小倉第4競走4歳未勝利・タニノゴーサインが最後の勝利となり、1996年6月30日の阪神第6競走4歳500万下・ヤマニンフリウェイ（14頭中13着）を最後に引退。
引退後は河内洋厩舎の調教助手となり、2007年には中学の同級生である須藤と、JRAの騎手とばんえいの騎手がコンビを組んで手綱を取るエキシビションレースを発案し、藤田伸二に参加を要請している。

## 騎手成績
| 通算成績 | 1着 | 2着 | 3着 | 4着以下 | 出走回数 | 勝率 | 連対率 |
| -------- | --- | --- | --- | ------- | -------- | ---- | ------ |
| 平地     | 190 | 197 | 199 | 1776    | 2362     | .080 | .164   |
| 障害     | 11  | 7   | 4   | 60      | 82       | .134 | .220   |
| 計       | 201 | 204 | 203 | 1836    | 2444     | .082 | .166   |